# 夏伊丽尔·奥斯廷
夏伊丽尔·奥斯廷（英語：Shyril O'Steen，1960年10月5日—），美国女子赛艇运动员。她曾代表美国参加1984年夏季奥林匹克运动会赛艇比赛，获得女子八人单桨有舵手金牌。